# Henning Bager
Henning Bager, född den 18 februari 1981, är en dansk speedwayförare som 2007 representerade Valsarna i svenska allsvenskan i speedway, Arena Essex i England, Łódź i polska Liga II och Brokstedt i danska ligan. Bager var poängbäst i speedwaylaget Valsarna under 2005.